# Eryngium marocanum
Eryngium marocanum là một loài thực vật có hoa trong họ Hoa tán. Loài này được Pit. mô tả khoa học đầu tiên năm 1918.